# لي غوردون
لي غوردون (بالإنجليزية: Lee Gordon)‏ هو موزع أمريكي، ولد في 12 مايو 1902 في وارن في الولايات المتحدة، وتوفي في 3 أكتوبر 1946 في كليفلاند في الولايات المتحدة بسبب مرض.